# 역북동
역북동(驛北洞)은 용인시 처인구에 위치한 행정동이다.

## 연혁
- 조선시대 : 충주부 용인군 관할
- 1914년 : 용인군 수여면 역북리로 개명.
- 1938년 : 용인군 용인면 역북리로 개명.
- 1979년 : 용인면이 용인읍으로 승격.
- 1996년 : 용인읍을 폐지하고 법정동 역북동 신설.
- 처인구로 분구
- 2021년 7월 1일: 행정동을 역북동으로 개칭하는 조례가 법적으로 시행
- 8월 31일: 용인시 직제 개편으로 역삼동장이 역북동장으로 변경
- 9월 6일 : 삼가동 주민센터 업무 개시로 업무상 분리

## 아파트
| 단지명                      | 건설사         | 시행사                        | 주소                      | 입주        | 비고 |
| --------------------------- | -------------- | ----------------------------- | ------------------------- | ----------- | ---- |
| 역북마을 금강               | ㈜금강종합건설 | ㈜금강종합건설                |                           |             |      |
| 역북마을 신성               | ㈜신성         | ㈜신성                        | 처인구 명지로 15-5        | 1998년 12월 |      |
| 역북마을 보성               | ㈜보성         | ㈜보성                        |                           |             |      |
| 역북우남퍼스트빌 1단지      | ㈜우남건설     | ㈜우남건설                    |                           | 2016년 10월 |      |
| 역북우남퍼스트빌 2단지      | ㈜우남건설     | ㈜우남건설                    |                           | 2016년 10월 |      |
| 서희스타힐스 프라임시티     | 서희건설       | 무궁화신탁㈜ 역북지역주택조합 |                           |             |      |
| 서희스타힐스 포레스트 1단지 | 서희건설       | 용인역북지역주택조합          |                           | 2023년 3월  |      |
| 서희스타힐스 포레스트 2단지 | 서희건설       | 용인역북지역주택조합          |                           | 2023년 3월  |      |
| 역북 명지대역 동원로얄듀크  | 동원개발       | 동원종합건설㈜                | 처인구 명지로16번길 26    | 2018년 6월  |      |
| 역북 지웰 푸르지오          | 대우건설       | ㈜신영 ㈜코리아신탁           | 처인구 명지로40번길 35-16 | 2017년 11월 |      |
| 역북 우미린 센트럴파크      | 우미건설       | 명선종합건설㈜                |                           | 2017년 11월 |      |
| 역북지구 골드클래스         | 골드클래스㈜   | 세종건설㈜                    | 처인구 명지로40번길 35-29 | 2017년 9월  |      |

## 인구

### 인구 구성

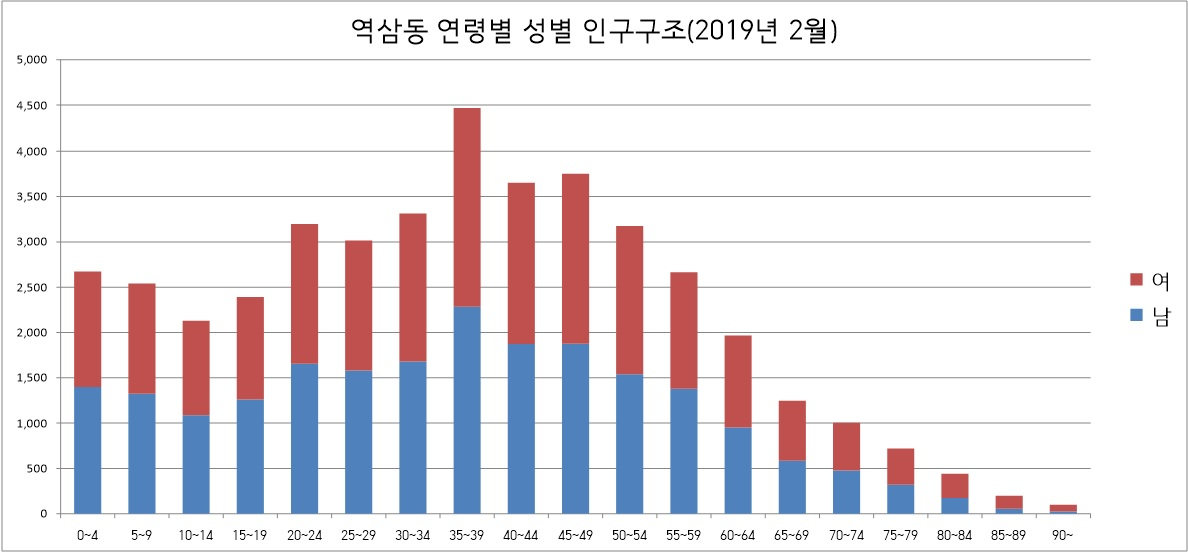
역삼동 성별 연령별 인구 구조

역삼동의 인구는 42,652명(2019년 2월 28일 기준, 내국인)으로 용인시 전체 인구의 4.1%를 차지한다. 남자는 21,528명, 여자는 21,124명이며 외국인은 남자가 368명, 여자가 299명이다. 역삼동은 일반적인 도시의 특성이 나타나서 유소년(15세 미만 인구)인구 비율은 17.2%로 용인시 전체 비율(16.1%)보다 높고 노인(65세 이상 인구)인구 비율은 8.7%로 용인시 전체 비율(12.2%)보다 작다.

## 문화재
- 정조 어제 채제공 뇌문비 - 경기도 유형문화재 제76호
- 채제공선생묘 -  경기도 기념물 제17호